# Obsesii
Obsesii è un singolo della cantante rumena Alexandra Stan, pubblicato il 31 gennaio 2020.

## Video musicale
Il videoclip ufficiale della canzone è stato pubblicato il 2 febbraio 2020.

## Tracce
1. Obsesii – 3:34

## Classifiche
Il brano ottenne successo in Romania, piazzandosi nella Top 20 di tutte le classifiche Romene. 
Nella classifica ufficiale il singolo si è posizionato alla quattordicesima posizione, mentre nella Romania Airplay Radio e Tv alla undicesima e dodicesima posizione.